# BMW HH
Pour les articles homonymes, voir BMW (homonymie) et HH.
La BMW HH est une voiture de course monoplace de Formule 2 produite entre 1947 et 1950 par le constructeur automobile allemand BMW,,.

## Historique
Suite de la création de la Formule 2 en 1947, par la FIA, les trois versions de monoplaces BMW HH47, HH48, et HH49 sont conçues par l'ingénieur-pilote BMW Herman Holbein (HH), inspirées des Flèches d'Argent Mercedes-Benz et Auto Union concurrentes de l'époque.

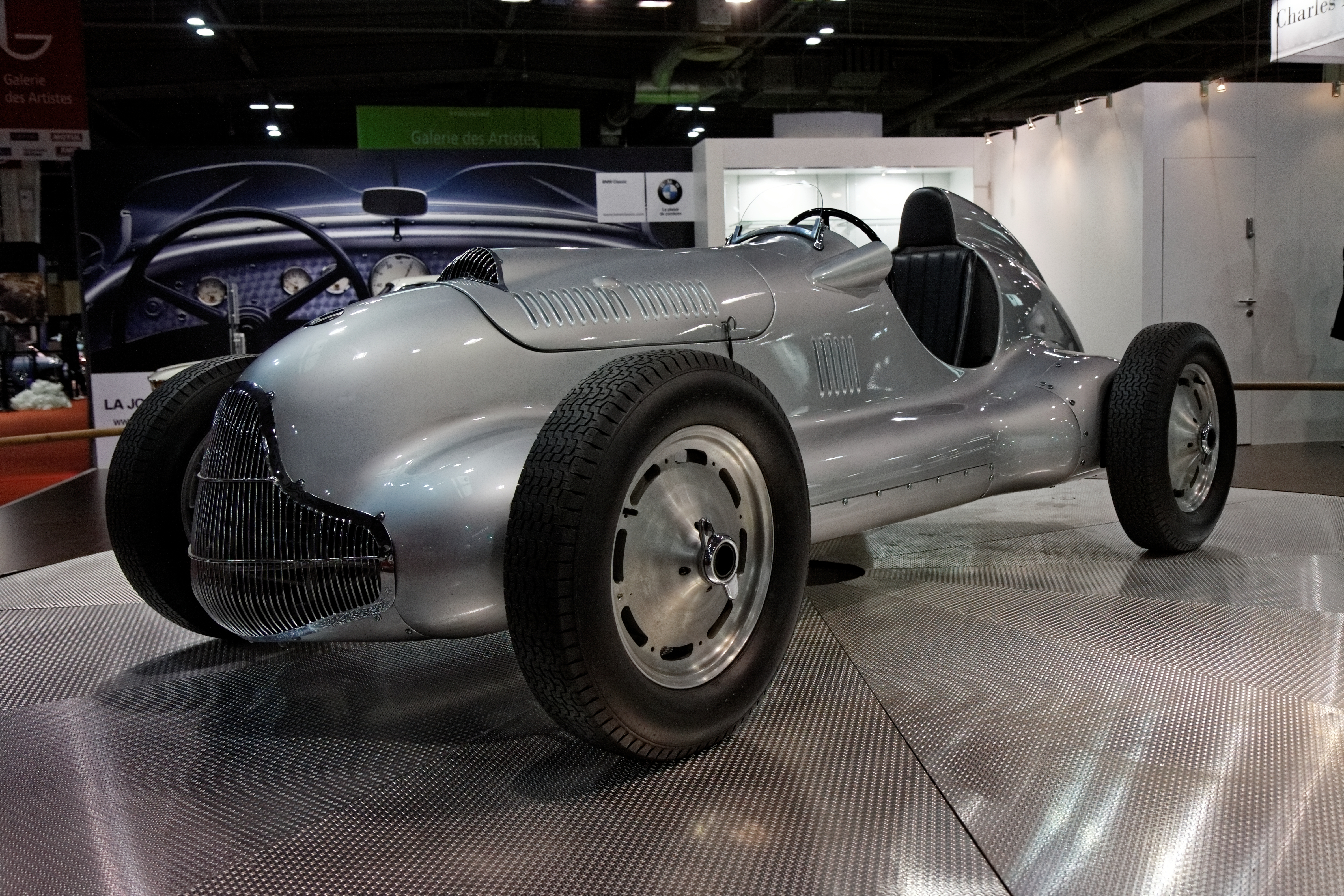
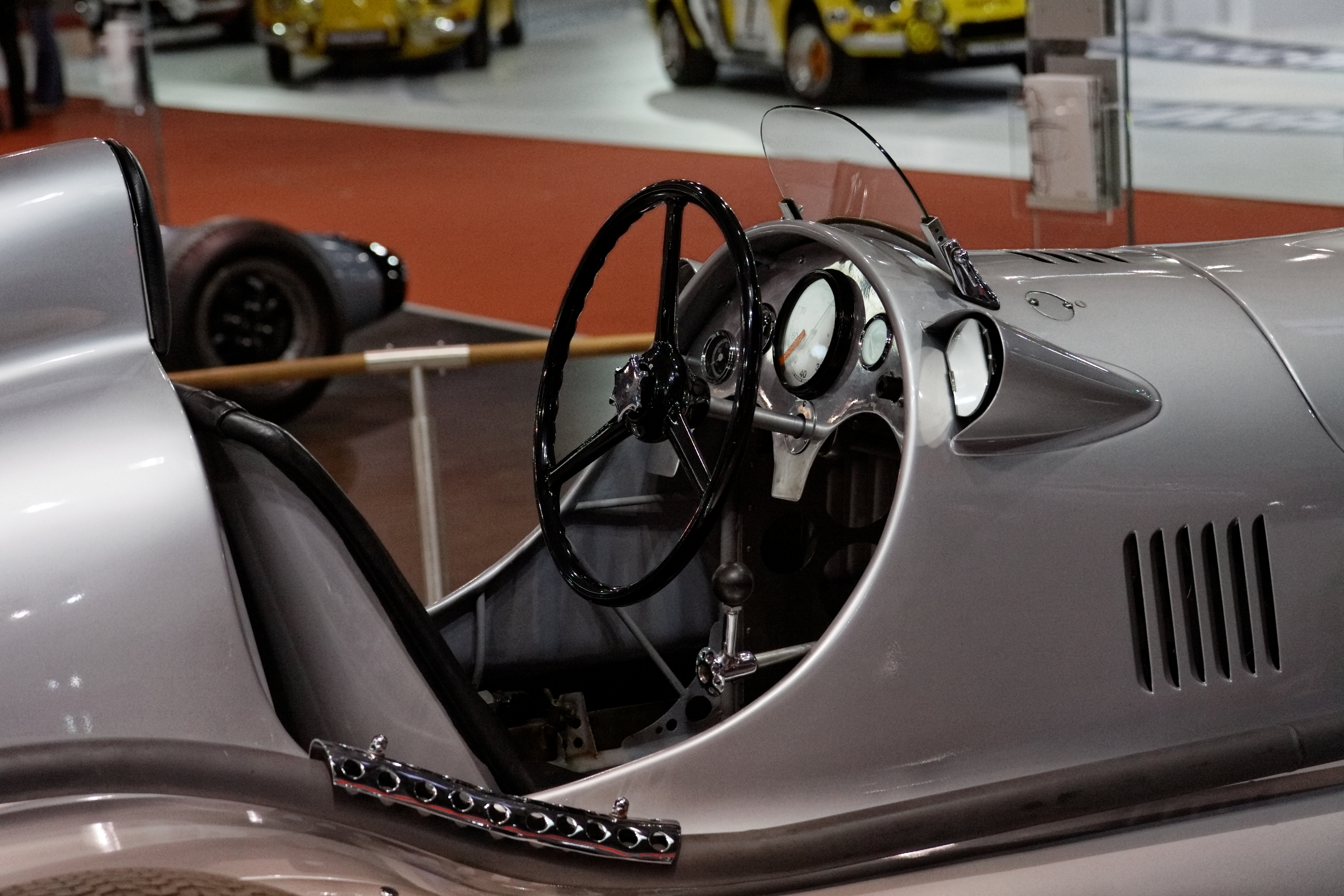
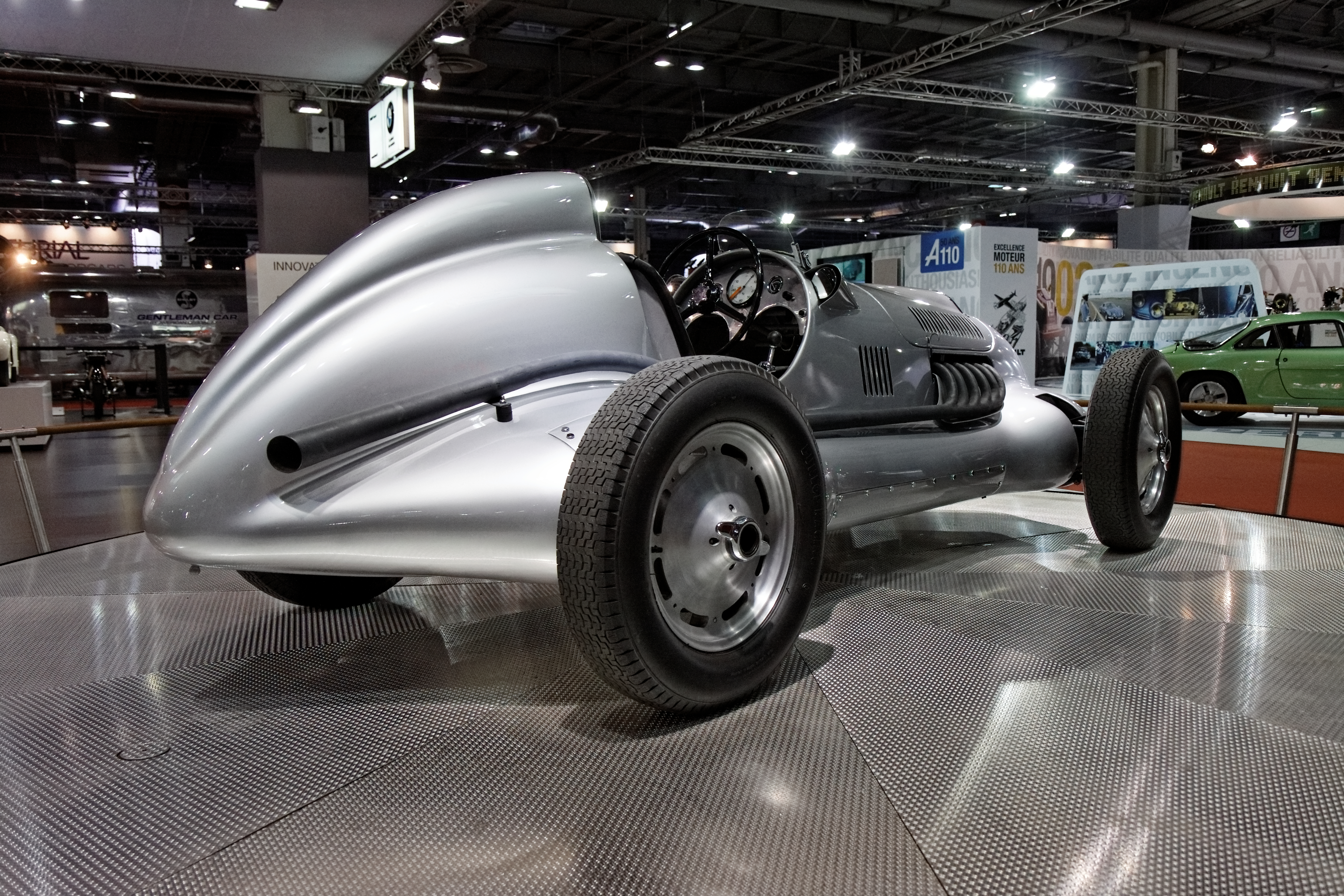

Elles reprennent le moteur 6 cylindres en ligne 2 litres de 130 ch des BMW 328 de 1936, pour 200 km/h, et sont pilotées entre autres par les pilotes allemands Herman Holbein (le concepteur,), Fritz Riess et Günther Bechem.

## Palmarès partiel
- 1949 : 2e de la Solituderennen 1949, avec Fritz Riess.